# ミモ・ファルス
ミモ・ファルス（みも・ふぁるす）は、かつて吉本興業に所属していたお笑いトリオ。

## メンバー
岡田和幸（1962年2月1日 - ）
- ボケ担当。
- 愛媛県松山市出身。
- 1982年 吉本総合芸能学院1期生に入学。
- 1985年 太平サブローに入門。

小畑圭司（1965年12月1日 - ）  
- ツッコミ担当。
- 香川県出身。
- 1985年 Wヤング 平川幸男に入門。

米原正毅（1964年3月6日 - ） 　　
- ボケ担当。
- 大阪府池田市出身。
- 1985年 Wヤング 平川幸男に入門。

## 略歴
- 1982年4月、岡田は会社務めをしながら吉本興業のタレント養成所吉本総合芸能学院の1期生として入学する。1984年に勤めていた会社を退社し「ジャパン・アクション・クラブ」（通称：JAC）の養成所に入所しその養成所で先輩であった米原と知り合い、その後2人で飲みに行ったスナックでアルバイトしていた小畑と知り合う。

- 1985年、岡田は当時実力派漫才コンビとして活躍していた太平サブロー・シローに弟子入りし、米原・小畑はWヤングの平川幸男に弟子入りを1年間過ごす。その翌年の1986年4月に「ミモ・ファルス」としてデビューを果たし、デビュー後は心斎橋筋2丁目劇場などで活躍していた。

- 1988年1月、朝日放送主催の若手芸人の登竜門「第9回ABC漫才・落語新人コンクール」（現：ABCお笑いグランプリ）で諸芸部門の最優秀新人賞を受賞、翌月の2月にはNHK大阪放送局主催の「昭和63年度 第19回NHK上方漫才コンテスト」で最優秀賞を獲得する。その当時のネタはJAC仕込みのダンスやパントマイムを取り込れ、運動能力の高さを活かしたネタを披露しており周囲からは「吉本の少年隊」と呼ばれ若い世代から人気を獲得していた。

- 1990年、2丁目劇場などで活躍していたが、リーダー格だったダウンタウンが東京進出に伴い劇場を卒業し同世代の芸人達も卒業していってしまい活動の場が限られしまいグループを解散した。解散後は小畑は新コンビ「小畑・谷口」を結成、1991年8月3日に行われた「第12回今宮こどもえびす新人漫才コンクール」決勝進出するが解散。米原は1990年に漫才コンビ「チェイサーズ」を結成、1991年8月3日に行われた「第12回今宮こどもえびす新人漫才コンクール」決勝進出、1990年・1991年には毎日放送「オールザッツ漫才」にも出演するが解散。小畑は帰郷後にエフエム香川のPassion Live〜情熱生放送〜WEEKEND SHUTTLEのパーソナリティを担当した後、サラリーマンをしている。岡田は時代劇ユニット「チャンバラJr.」で現在も活躍している。

## エピソード
- 岡田はNSC在学時代に、現在俳優として活躍している山田幸伸と漫才コンビを組んでいたが短期間で解散した。
- 当時のネタの十八番であった「少年隊」に扮したネタでは、桂三枝（現・六代目桂文枝）も「僕はあのネタ好きやねん」と語っていた。[1]

## 出演
テレビ
- 素敵!KEI-SHU5（1987年11月 - 1988年10月、関西テレビ/関西ローカル）
- '88ABC漫才・落語新人コンクール（1988年1月15日、朝日放送/関西ローカル「ABCホリデーワイド」）
- 第18回NHK上方漫才コンテスト（1988年、NHK総合/関西ローカル）
- 第19回NHK上方漫才コンテスト（1989年、NHK総合/関西ローカル）
- 激笑トーク 紳助VS吉本ニューウェイブ -君はヨシモトを信じますか-（1988年8月26日、毎日放送/関西ローカル）
- お笑いネットワーク20周年記念特別番組 勢揃い泣いて笑って20年（1990年9月、読売テレビ/関西ローカル）

## 受賞歴
- 1988年 第9回ABC漫才・落語新人コンクール 諸芸部門 最優秀新人賞
- 1989年 昭和63年度 第19回NHK上方漫才コンテスト 最優秀賞